# Trachinotus anak
Trachinotus anak es una especie de peces de la familia Carangidae en el orden de los Perciformes.

## Distribución geográfica
Se encuentra en Taiwán y Australia.